# ポルトガル、ここに誕生す〜ギマランイス歴史地区
『ポルトガル、ここに誕生す〜ギマランイス歴史地区』（ポルトガル、ここにたんじょうす〜ギマランイスれきしちく、原題: Centro Histórico、英題: Historic Centre）は、2012年のポルトガル映画。4人の監督によるオムニバス作品。世界遺産のギマランイス歴史地区を題材に描く。

## 制作の背景
ギマランイスは2012年、欧州文化首都に選定された。これは一年間にわたり集中的に各種の文化行事を展開する事業であり、そのプログラムの一つとしてこの映画が制作された。

## ストーリー
第1話：『バーテンダー』
アキ・カウリスマキ監督。孤独な男の1日。
第2話：『スウィート・エクソシスト』
ペドロ・コスタ監督。
第3話：『割れたガラス』
ビクトル・エリセ監督。2002年に閉鎖したリオ・ヴィゼラ紡績繊維工場が舞台。
第4話：『征服者、征服さる』
マノエル・ド・オリヴェイラ監督。